# Louis Joseph Xavier của Pháp
Louis, Công tước xứ Bourgogne (Louis-Joseph-Xavier François; 13 tháng 9 năm 1751 – 22 tháng 3 năm 1761) là thành viên của Vương tộc Bourbon của Pháp. Louis là con trai lớn nhất của Louis Ferdinand, Thái tử Pháp và Maria Josepha của Sachsen. Louis là đứng thứ 2 trong hàng kế vị ngai vàng Pháp vào năm 1751, ông giữ vị trí đó cho đến qua đời vào năm 1761 ở tuổi lên 9.

## Tiểu sử

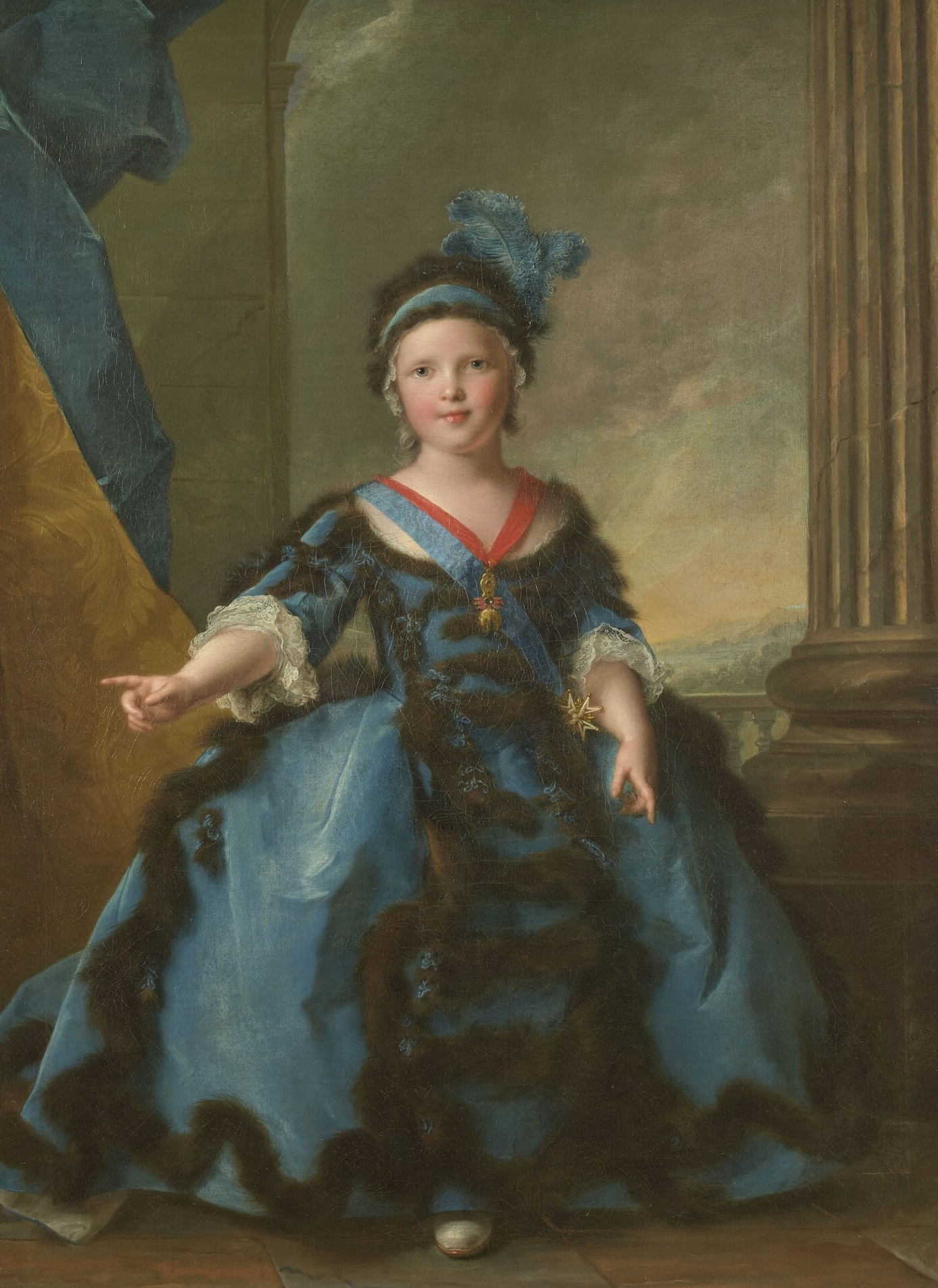
Louis khi 3 tuổi

Louis Joseph Xavier chào đời tại Cung điện Versailles lúc 4 giờ sáng vào ngày 13 tháng 9 năm 1751, dưới thời trị vì của ông nội, vua Louis XV của Pháp. Vào thời điểm Maria Josepha của Sachsen hạ sinh Louis tiếng chuông nhà thờ ở Paris bắt đầu vang lên và vua Louis XV đã ra lệnh cho mọi công dân Pháp có 3 ngày được nghỉ. Cha ông là Louis Ferdinand, Thái tử của Pháp và mẹ ông là  Maria Josepha của Ba Lan. Là con trai của người kế vị ngai vàng Pháp, Louis từ khi chào đời đứng thứ 2 trong hàng kế vị và được ông nội vua Louis XV phong tước vị Công tước Burgundy. Thủa bé ông được chăm sóc bởi Marie Isabelle de Rohan và rất thân thiết với người chị gái Marie Zéphyrine nhưng sự gắn bó này không kéo dài được bao lâu vì Maria đã qua đời khi mới lên 5.
Louis là anh trai của 3 vị vua tương lai của Pháp: Louis XVI, Louis XVIII và Charles X.

## Qua đời

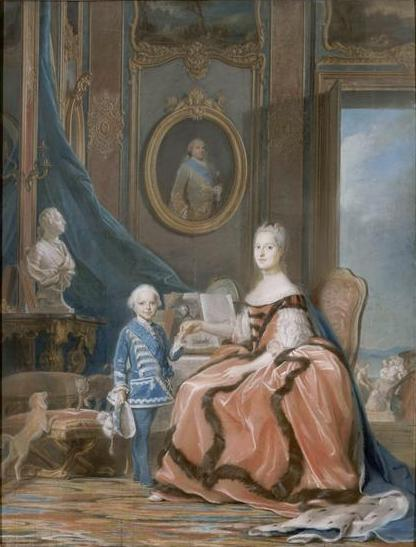
Louis và mẹ năm 1761

Trước khi ông qua đời, vào năm 1759 Louis đã bị một trong những người bạn chơi của mình đẩy khỏi con ngựa gỗ. Louis đã có lòng tốt vì không muốn để bạn bè bị gặp rắc rối, song vị Hoàng tử nhỏ đã không nói điều này với bất kỳ ai. Sau sự cố này, sức khỏe của ông bắt đầu xấu đi nhanh chóng, các bác sĩ trong Hoàng gia đã quyết định thực hiện một cuộc phẫu thuật với Louis. Biết trước con trai sẽ không qua khỏi cha ông Louis, Thái tử Pháp đã mau chóng tổ chức một lễ rửa tội vào ngày 29 tháng 11 năm 1760. Cha mẹ đỡ đầu của ông khi đó là ông nội vua Louis XV và bà là Maria Leszczyńska của Ba Lan. Tình trạng kéo dài cho đến năm 1761 và Louis không thể cử động chân, các bác sĩ đã chuẩn đoán Louis bị lao xương ngoài phổi và qua đời vào ngày 22 tháng 3 năm 1761 khi đó ông mới 9 tuối.